# Кубок Молдови з футболу 2025—2026
Кубок Молдови з футболу 2025–2026 — 35-й розіграш кубкового футбольного турніру в Молдові. Титул захищає Шериф.

## Календар
| Раунд        | Дата                       | Матчі | Клуби   |
| ------------ | -------------------------- | ----- | ------- |
| Перший раунд | 3 вересня 2025             | 7     | 37 → 30 |
| Другий раунд | 17 вересня 2025            | 6     | 30 → 24 |
| Третій раунд | 30 вересня 2025            | 8     | 24 → 16 |
| 1/8 фіналу   | 28–29 жовтня 2025          | 8     | 16 → 8  |
| 1/4 фіналу   | 4 березня – 2 квітня 2026  | 8     | 8 → 4   |
| 1/2 фіналу   | 22 квітня – 13 травня 2026 | 4     | 4 → 2   |
| Фінал        | 23 травня 2026             | 1     | 2 → 1   |